# Crețești (okręg Alba)
Crețești – wieś w Rumunii, w okręgu Alba, w gminie Bistra. W 2011 roku liczyła 188 mieszkańców.